# ISO 3166-2:MX

Mapa administrativního členění Mexika

Kódy ISO 3166-2 pro Mexiko identifikují 31 států a jednu federální entitu - Ciudad de México (stav v roce 2017). První část (MX) je mezinárodní kód pro Mexiko, druhá část sestává ze tří písmen identifikujících stát.

## Seznam kódů
```
MX-AGU 
Aguascalientes
 (Aguascalientes)
MX-BCN 
Baja California
 (Mexicali)
MX-BCS 
Baja California Sur
 (La Paz)
MX-CAM 
Campeche
 (Campeche)
MX-CHH 
Chihuahua
 (Chihuahua)
MX-CHP 
Chiapas
 (Tuxtla Gutiérrez)
MX-COA 
Coahuila de Zaragoza
 (Saltillo)
MX-COL 
Colima
 (Colima)
MX-CMX 
Ciudad de México
 (federální entita)
MX-DUR 
Durango
 (Victoria de Durango)
MX-GRO 
Guerrero
 (Chilpancingo de los Bravos)
MX-GUA 
Guanajuato
 (Guanajuato)
MX-HID 
Hidalgo
 (Pachuca de Soto)
MX-JAL 
Jalisco
 (Guadalajara)
MX-MEX 
México
 (Toluca de Lerdo)
MX-MIC 
Michoacán de Ocampo
 (Morelia)
MX-MOR 
Morelos
 (Cuernavaca)
MX-NAY 
Nayarit
 (Tepic)
MX-NLE 
Nuevo León
 (Monterrey)
MX-OAX 
Oaxaca
 (Oaxaca de Juárez)
MX-PUE 
Puebla
 (Heroica Puebla de Zaragoza)
MX-QUE 
Querétaro
 (Santiago se Querétaro)
MX-ROO 
Quintana Roo
 (Ciudad Chetumal)
MX-SIN 
Sinaloa
 (Culiacán)
MX-SLP 
San Luis Potosí
 (San Luis Potosí)
MX-SON 
Sonora
 (Hermosillo)
MX-TAB 
Tabasco
 (Villahermosa)
MX-TAM 
Tamaulipas
 (Ciudad Victoria)
MX-TLA 
Tlaxcala
 (Tlaxcala de Xicohténcatl)
MX-VER 
Veracruz de Ignacio de la Llave
 (Xalapa)
MX-YUC 
Yucatán
 (Mérida)
MX-ZAC 
Zacatecas
 (Zacatecas)
```